# Hạm đội Great White

Bản đồ hành trình của Hạm đội Great White.

Hạm đội Great White (tiếng Anh: Great White Fleet) là biệt danh phổ biến để chỉ một hạm đội tác chiến của Hải quân Hoa Kỳ từng thực hiện một chuyến hành trình vòng quanh Trái Đất từ ngày 16 tháng 12 năm 1907 đến ngày 22 tháng 2 năm 1909 theo lệnh của tổng thống Hoa Kỳ Theodore Roosevelt. Hạm đội gồm có 16 thiết giáp hạm được chia thành bốn hải đoàn cùng với nhiều loại chiến hạm hỗ trợ khác nhau. Ý của Tổng thống Roosevelt là muốn chứng minh sức mạnh quân sự của Mỹ đang phát triển và khả năng của Hải quân Hoa Kỳ có thể hoạt động ở những vùng nước sâu.

## Bối cảnh

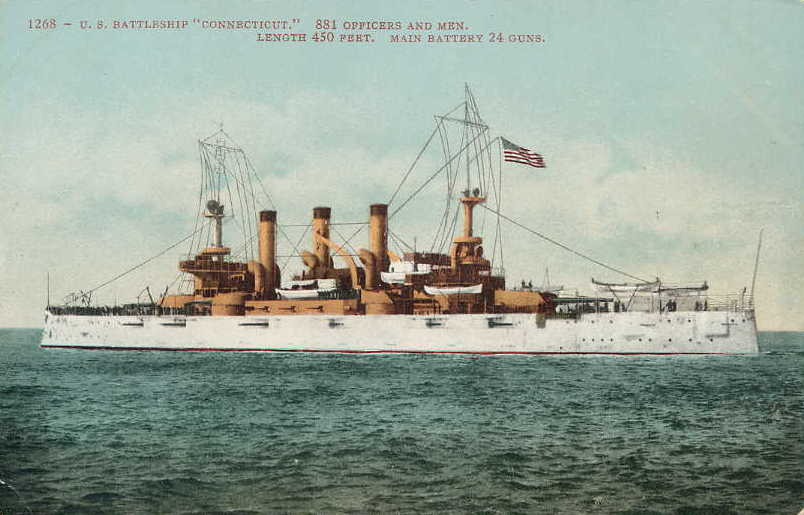
Soái hạm Connecticut: một trong các bưu thiệp kỷ niệm về các con tàu của Hạm đội Great White

Vào những năm cuối của chính phủ Theodore Roosevelt, tổng thống phái 16 thiết giáp hạm của Hải quân Hoa Kỳ thuộc Hạm đội Đại Tây Dương thực hiện một chuyến hành trình vòng quanh Trái Đất từ ngày 16 tháng 12 năm 1907 đến ngày 22 tháng 2 năm 1909. Thân của những con tàu này được sơn toàn màu trắng trừ những đường vẽ trang trí phía mũi tàu thì màu đỏ, trắng và xanh biển. Chính vì màu trắng đặc biệt đã làm cho đoàn tàu này sau đó được biết đến với biệt danh là Hạm đội Great White (hay nghĩa tiếng Việt là Hạm đội lớn màu trắng).

## Cuộc hành trình

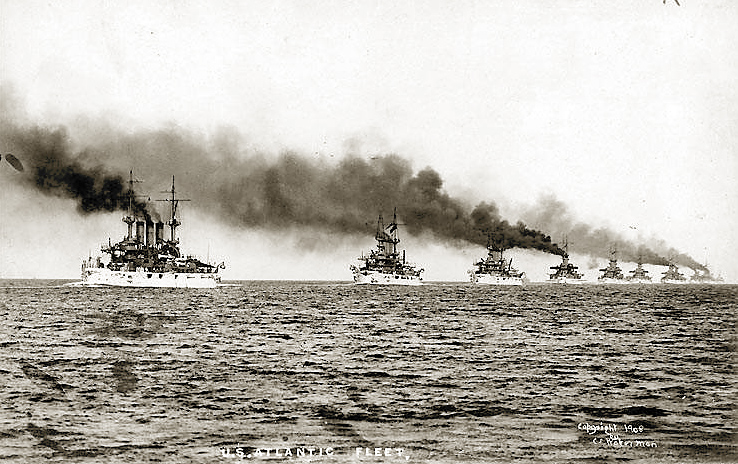
Chiến hạm Kansas chạy phía trước Vermont khi hạm đội rời Hampton Roads, tiểu bang Virginia ngày 16 tháng 12 năm 1907.

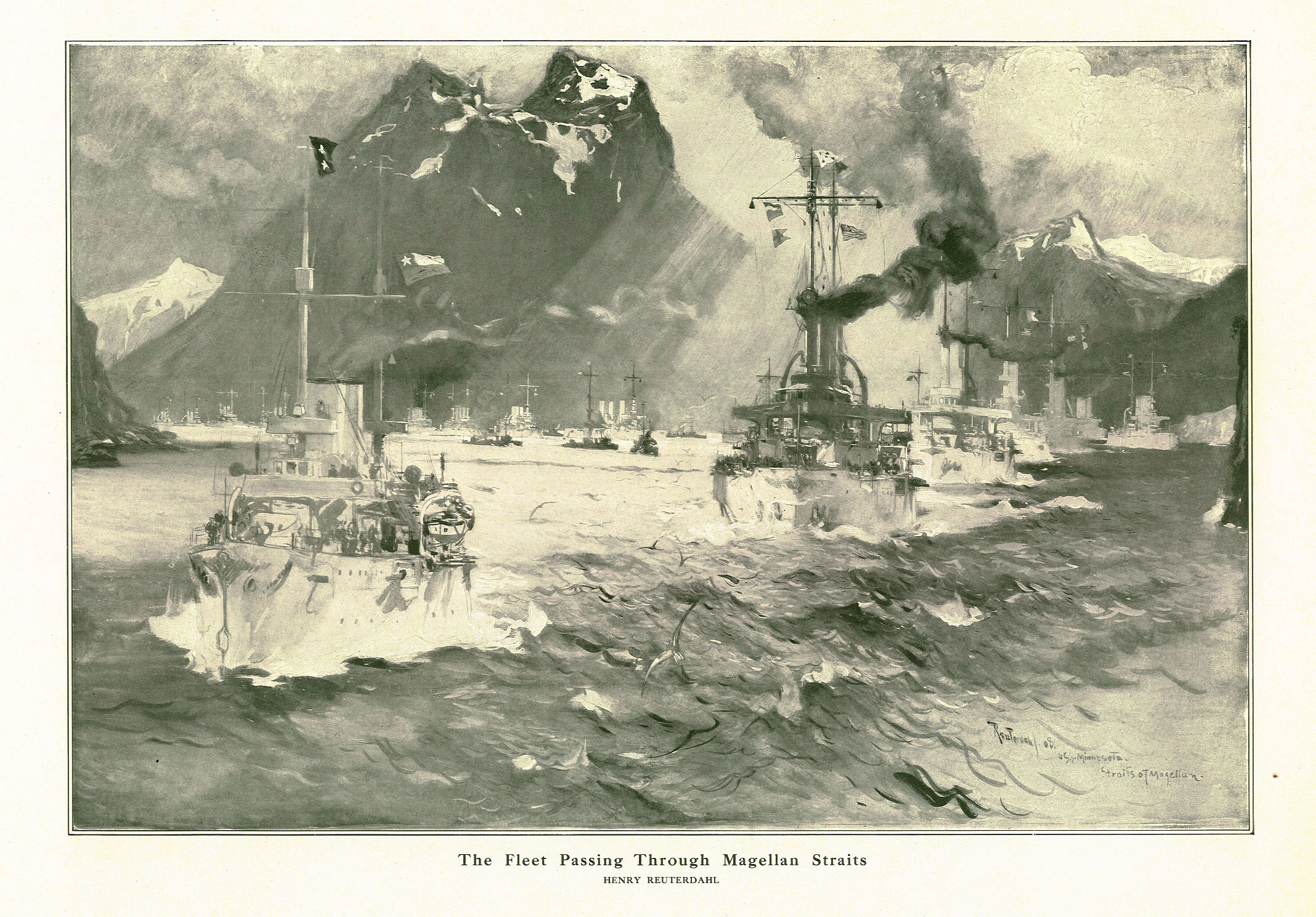
Hạm đội đi qua eo biển Magellan, tranh vẽ của họa sĩ hải quân Henry Reuterdahl, người cùng đi với hạm đội trên chiến hạm USS Culoga

Khi kênh đào Panama chưa hoàn tất, hạm đội phải đi vòng qua các eo biển Magellan. Tầm mức của một cuộc hành trình như thế là chưa từng có trước đó trong lịch sử Hoa Kỳ. Cuộc hành trình này đã qui tụ gần như toàn thể khả năng hoạt động của Hải quân Hoa Kỳ.
Hạm đội đã được hân hoan chào đón khắp nơi trên thế giới. Từ cảng dừng chân này đến cảng khác, hàng ngàn người đã đổ ra để xem và chào đón hạm đội. Năm 1908, Hạm đội Great White ghé thăm Monterey, California từ ngày 1–4 tháng 5. Khách sạn Del Monte đã mở tiệc đại khiêu vũ cho các sĩ quan của hạm đội. Khách sạn Del Monte sau đó trở thành tổng hành dinh cho trường hậu tốt nghiệp hải quân.
Tại Úc, chuyến ghé thăm của Hạm đội ngày 20 tháng 8 năm 1908 được dùng để khuyến khích sự hỗ trợ cho việc thành lập hải quân riêng cho Úc. Khi hạm đội đến thành phố Yokohama, người Nhật đổ ra xem đông đúc để chứng tỏ rằng quốc gia của họ ước muốn hòa bình với Hoa Kỳ; hàng ngàn học sinh Nhật vẫy cờ Mỹ để chào đón các thủy thủ Mỹ khi họ lên bờ. Tại Sicilia, các thủy thủ tham gia giúp đỡ nỗ lực khắc phục hậu quả sau vụ động đất Messina năm 1908.
Tháng 2 năm 1909, Tổng thống Roosevelt có mặt ở Hampton Roads, Virginia để chứng kiến ngày trở về huy hoàng của hạm đội. Ông nói với các sĩ quan và thủy thủ hạm đội như sau: "các quốc gia khác có thể làm những gì mà các anh đã làm nhưng họ sẽ phải đi sau các anh."

## Thành phần hạm đội

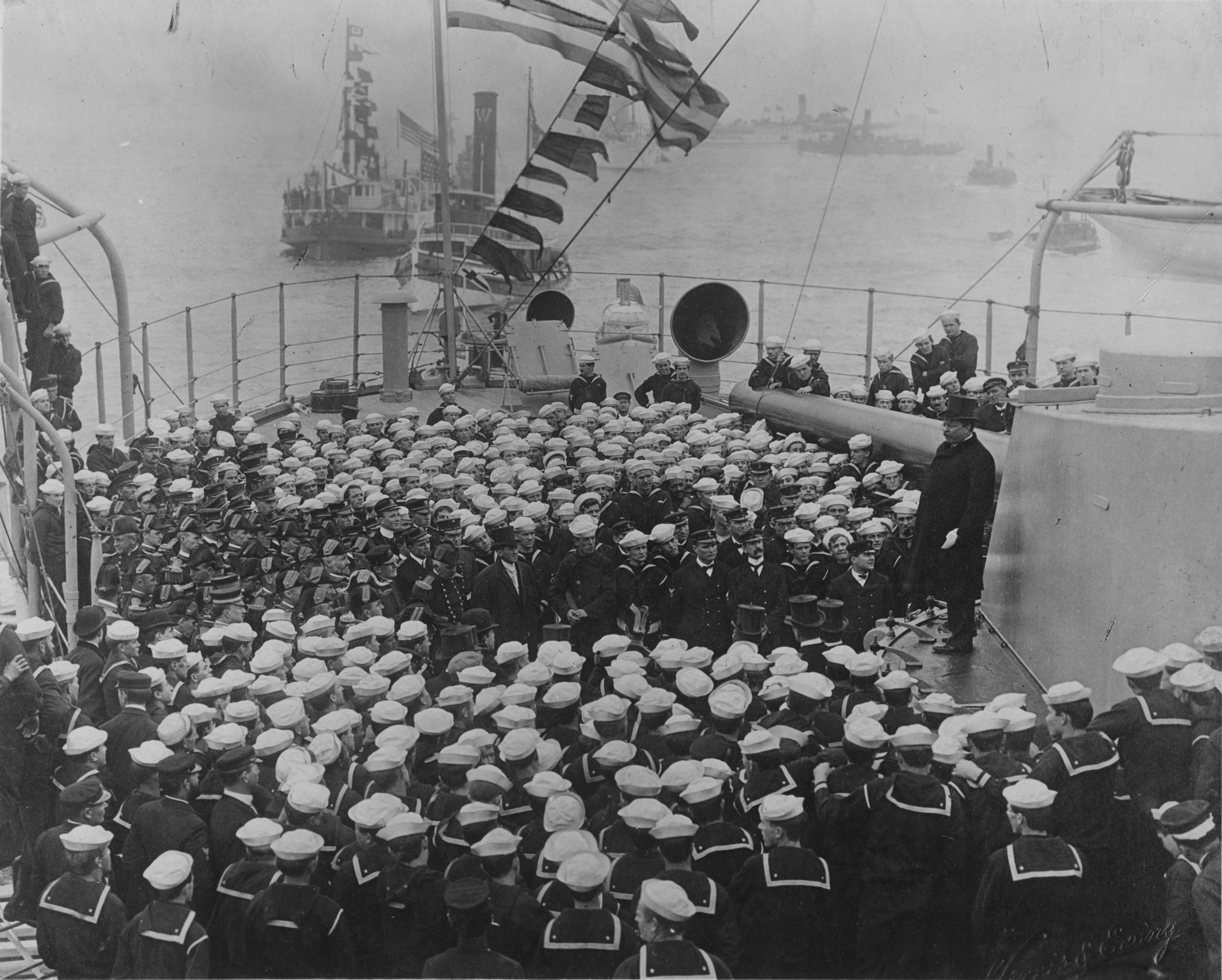
Tổng thống Theodore Roosevelt (trên ụ súng bên phải) nói chuyện trước các sĩ quan và thủy thủ chiến hạm Connecticut đang đậu ở Hampton Roads, Virginia ngay sau khi nó trở về từ chuyến hành trình quanh thế giới với Hạm đội Great White ngày 22 tháng 2 năm 1909.

Chuyến hành trình 14 tháng là một cuộc đại phô diễn hải lực Mỹ. Các hải đoàn của hạm đội chở tổng cộng 14 ngàn thủy thủ. Họ đã vượt qua khoảng 43.000 hải lý (80.000 km) và ghé thăm 20 cảng trên 6 lục địa. Hạm đội gây ấn tượng, đặc biệt cho thấy được năng lực công nghệ Mỹ (tất cả 18 chiến hạm đã được đóng từ Chiến tranh Tây Ban Nha-Mỹ) nhưng các thiết giáp hạm lại đại diện cho loại chiến hạm tiền-dreadnought bỗng dưng lỗi thời khi các thiết giáp hạm thời-Dreadnought vừa bắt đầu đưa vào phục vụ và chiến hạm thời-dreadnought của Hải quân Hoa Kỳ là South Carolina vừa được trang bị xong. Hai chiếc cũ nhất trong hạm đội là Kearsarge và Kentucky đã riệu rã và không còn hợp cho tác chiến; hai chiếc khác là Maine và Alabama phải bị tách ra tại cảng San Francisco, California vì trục trặc máy móc. Sau khi sửa chữa, hai chiếc này hoàn thành cuộc hành trình riêng của mình quanh thế giới một cách trực diện hơn qua ngã Honolulu, Guam, Manila, Singapore, Colombo, Suez, Naples, Gibraltar, Açores, và cuối cùng về đến Hoa Kỳ ngày 20 tháng 10 năm 1908 sớm hơn phần còn lại của hạm đội rất lâu vì các chiến hạm kia đã thực hiện cuộc hành trình qua nhiều đoạn đường vòng quanh hơn.)
Các thiết giáp hạm được một "hải đoàn ngư lôi hạm" gồm sáu chiếc khu trục hạm thời kỳ đầu đi cùng cũng như một số tàu hỗ trợ khác. Thực tế thì các khu trục hạm và các khu trục hạm cơ xưởng không tháp tùng bên cạnh các thiết giáp hạm mà đi theo hải trình riêng của chúng từ Hampton Roads, tiểu bang Virginia đến San Francisco, tiểu bang California. Hai thiết giáp hạm tách ra khỏi hạm đội tại San Francisco, và hai chiếc khác được thêm vào thay thế.
Hạm đội có biệt danh "Hạm đội Đại Bạch" vì thân của các con tàu được sơn màu trắng.

## Hải trình tổng thể của hạm đội

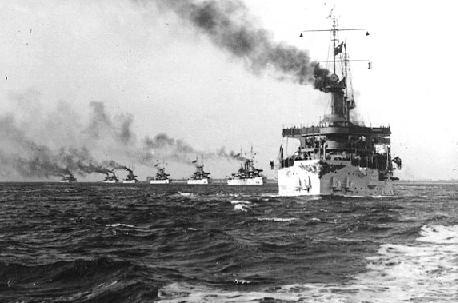
Chiếc Connecticut dẫn đầu Hạm đội Great White năm 1907.

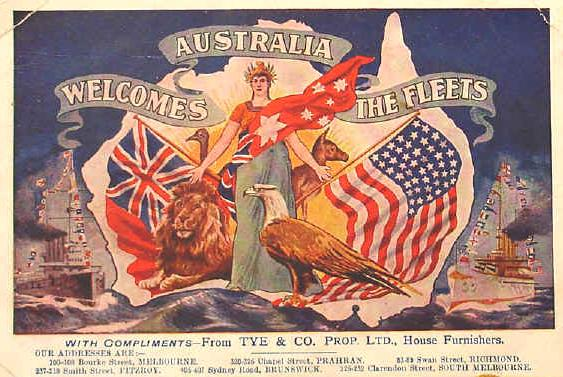
Bưu thiếp năm 1908 chào mừng hạm đội đến Úc.

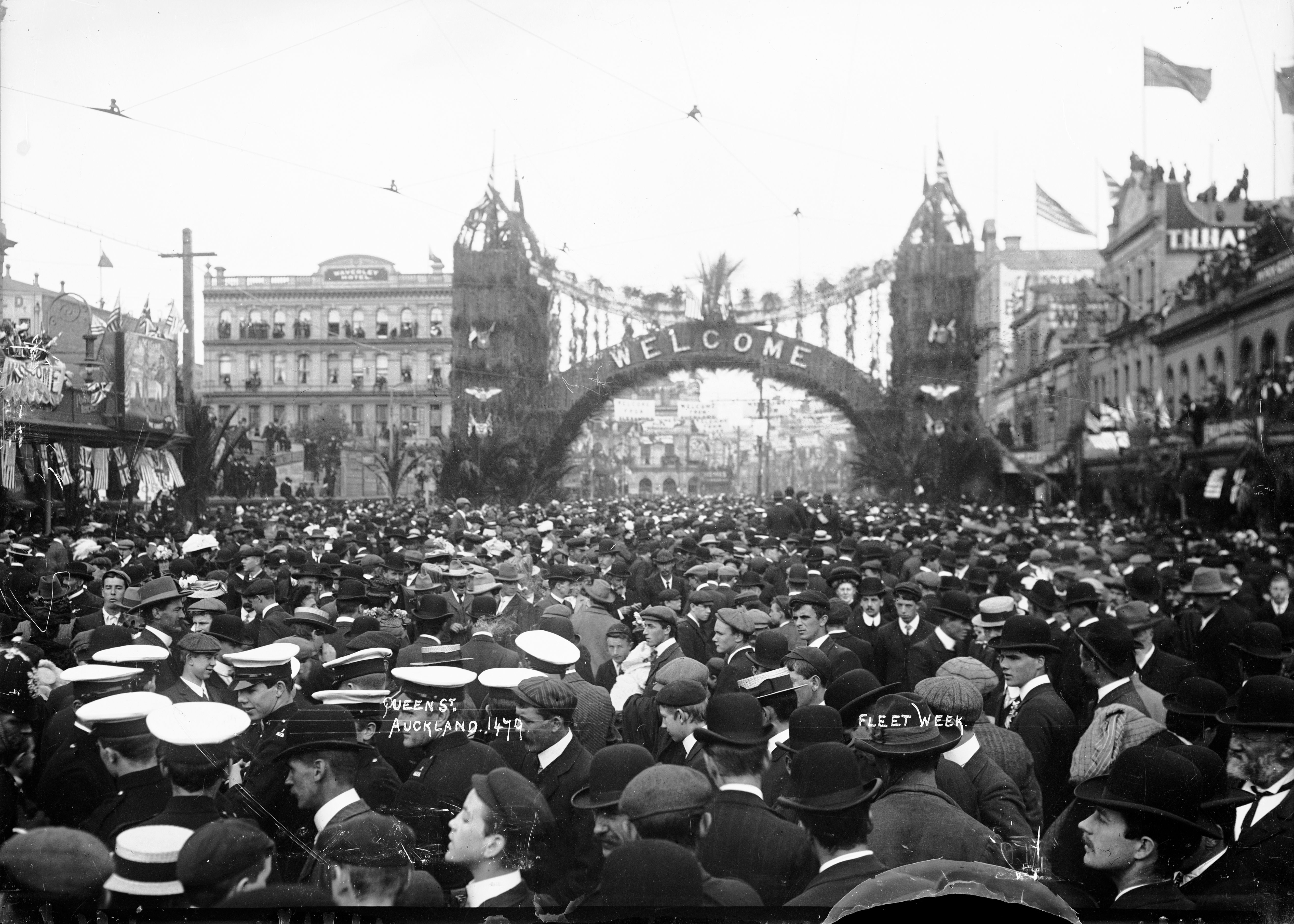
Các buổi lễ Tuần Hạm đội tại Auckland, New Zealand.

Với chiếc Connecticut là soái hạm dưới quyền tư lệnh của chuẩn đô đốc Robley D. Evans, hạm đội khởi hành từ Hampton Roads ngày 16 tháng 12 năm 1907 để tới Trinidad trong vùng Tây Indies thuộc Anh, rồi đến Rio de Janeiro của Brasil; Punta Arenas của Chile; Callao của Peru; Vịnh Magdalena của México, đi lên Tây Duyên hải Hoa Kỳ để đến San Francisco ngày 6 tháng 5 năm 1908.
Tại San Francisco, chuẩn đô đốc Charles S. Sperry tiếp nhận làm tư lệnh hạm đội vì sức khỏe của chuẩn đô đốc Evans sa xút. Cũng tại San Francisco, các hải đoàn được tái bố trí một ít, đưa các chiến hạm tốt nhất và mới nhất của hạm đội sang hải đoàn số 1. Chiếc Glacier bị tách ra và sau đó trở thành tàu tiếp vận của Hạm đội Thái Bình Dương. Lúc này chiếc Nebraska của thuyền trưởng Reginald F. Nicholson và chiếc Wisconsin của thuyền trưởng Frank E. Beatty được đưa vào thay thế cho chiếc Maine và Alabama. Tại San Francisco, Minnesota được đưa lên trước vào Hải đội số 1 và chiếc Louisiana chiếm vị trí soái hạm, Hải đoàn số 2.
Rời cảng ngày 7 tháng 7 năm 1908 Hạm đội Đại Tây Dương Hoa Kỳ ghé thăm Honolulu; Auckland, của New Zealand; Sydney và Melbourne của Australia; Manila của Philippines; Yokohama của Nhật Bản; Colombo của Sri Lanka; đến Suez của Ai Cập ngày 3 tháng 1 năm 1909.
Như được nhắc ở trên, trong lúc hạm đội ở Ai Cập thì nghe tin một trận động đất xảy ra tại Sicilia vì thế đây là cơ hội của Hoa Kỳ chứng tỏ tình hữu nghị với Ý qua việc giúp đỡ các nạn nhân của vụ động đất. Các chiến hạm Connecticut, Illinois, Culgoa, và Yankton được điều đến Messina, Italy ngay lập tức. Thủy thủ đoàn của chiếc Illinois tìm kiếm được xác của vợ chồng tổng lãnh sự Mỹ bị chôn vùi trong đống đổ nát.
Chiếc Scorpion đang ở Constantinopolis và chiếc Celtic được trang bị ở New York cũng vội vã đến Messina thay thế cho Connecticut và Illinois để hai tàu này có thể tiếp tục cuộc hành trình.
Rời Messina ngày 9 tháng 1 năm 1909, hạm đội dừng tại Naples của Ý rồi sau đó đến Gibraltar và về đến Hampton Roads ngày 22 tháng 2 năm 1909. Tổng thống Roosevelt có mặt ở đó để duyệt hạm đội khi chúng đi ngang qua vùng nước phía ngoài cảng.

## Chặng thứ nhất
Từ Hampton Roads đến San Francisco dài 14.556 hải lý (26.958 km)
Hải trình
| Cảng                          | Đến                  | Khởi hành            | Khoảng đường đến cảng kế tiếp |
| ----------------------------- | -------------------- | -------------------- | ----------------------------- |
| Hampton Roads, Virginia       |                      | 16 tháng 12 năm 1907 | 1.803 hải lý (3.339 km)       |
| Port of Tây Ban Nha, Trinidad | 23 tháng 12 năm 1907 | 29 tháng 12 năm 1907 | 3.399 hải lý (6.295 km)       |
| Rio de Janeiro, Brasil        | 12 tháng 1 năm 1908  | 21 tháng 1 năm 1908  | 2.374 hải lý (4.397 km)       |
| Punta Arenas, Chile           | 1 tháng 2 năm 1908   | 7 tháng 2 năm 1908   | 2.838 hải lý (5.256 km)       |
| Callao, Peru                  | 20 tháng 2 năm 1908  | 29 tháng 2 năm 1908  | 3.010 hải lý (5.570 km)       |
| Magdalena Bay, México         | 12 tháng 3 năm 1908  | 11 tháng 4 năm 1908  | 1.132 nmi (2.096 km)          |
| San Francisco, California     | 6 tháng 5 năm 1908   |                      |                               |

## Chặng thứ hai
Chặng thứ hai của cuộc hành trình là từ thành phố San Francisco đến Puget Sound (phia bắc duyên hải tiểu bang Washington, gần biên giới Canada) rồi trở về lại San Francisco.

## Chặng thứ ba
Từ San Francisco đến Manila 16.336 hải lý (30.254 km)
Hải trình
| Cảng                                        | Đến                  | Khởi hành            | Đoạn đường đến cảng kế tiếp |
| ------------------------------------------- | -------------------- | -------------------- | --------------------------- |
| San Francisco, California                   |                      | 7 tháng 7 năm 1908   | 2.126 hải lý (3.937 km)     |
| Honolulu, Hawaii                            | 16 tháng 7 năm 1908  | 22 tháng 7 năm 1908  | 3.870 hải lý (7.170 km)     |
| Auckland, New Zealand                       | 9 tháng 8 năm 1908   | 15 tháng 8 năm 1908  | 1.307 hải lý (2.421 km)     |
| Sydney, Úc                                  | 20 tháng 8 năm 1908  | 28 tháng 8 năm 1908  | 601 hải lý (1.113 km)       |
| Melbourne, Australia                        | 29 tháng 8 năm 1908  | 5 tháng 9 năm 1908   | 1.368 hải lý (2.534 km)     |
| Albany, Australia                           | 11 tháng 9 năm 1908  | 18 tháng 9 năm 1908  | 3.458 hải lý (6.404 km)     |
| Manila, Quần đảo Philippines                | 2 tháng 10 năm 1908  | 9 tháng 10 năm 1908  | 1.795 hải lý (3.324 km)     |
| Yokohama, Nhật Bản                          | 18 tháng 10 năm 1908 | 25 tháng 10 năm 1908 | 1.811 nmi (3.354 km)        |
| Hạ Môn, Trung Hoa (Hải đoàn số 2)           | 29 tháng 10 năm 1908 | 5 tháng 11 năm 1908  |                             |
| Manila, Quần đảo Philippine (Hải đoàn số 1) | 31 tháng 10 năm 1908 |                      |                             |
| Manila, Quần đảo Philippine (Hải đoàn số 2) | 7 tháng 11 năm 1908  |                      |                             |

## Chặng cuối cùng

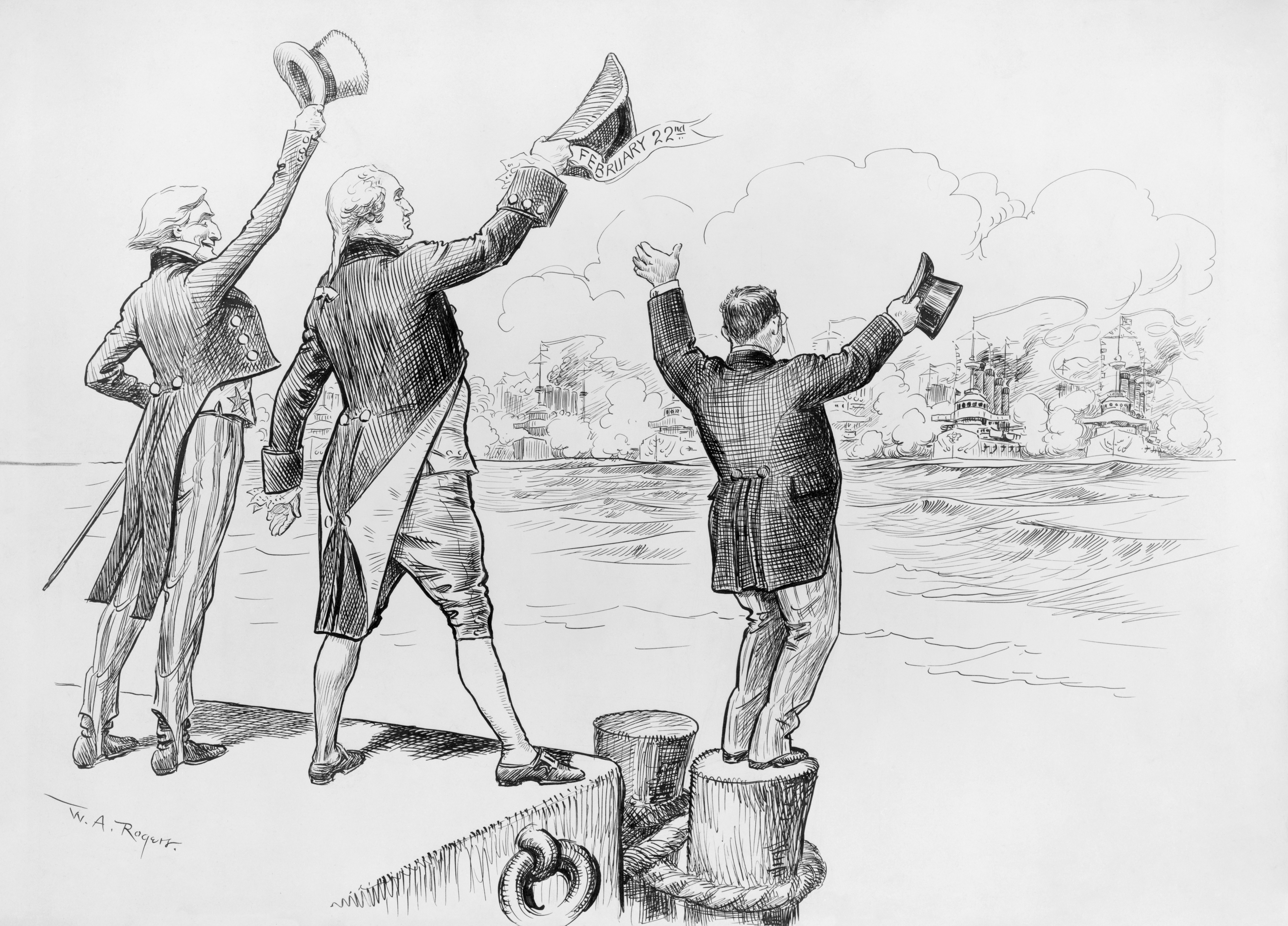
Tranh họa chính trị của nhật báo The New York Herald, số ra ngày 22 tháng 2 năm 1909, minh họa chú Sam, George Washington, và Theodore Roosevelt chào đón Hạm đội Great White khi nó trở về cảng nhà tại Hampton Roads, Virginia.

Chặng cuối cùng của hạm đội là từ Manila về đến cảng nhà ở Hampton Roads dài 12.455 hải lý (23.067 km).
Hải trình
| Cảng                        | Đến                  | Khởi hành            | Khoảng đường đến cảng kế tiếp |
| --------------------------- | -------------------- | -------------------- | ----------------------------- |
| Manila, Quần đảo Philippine |                      | 1 tháng 12 năm 1908  | 2.985 hải lý (5.528 km)       |
| Colombo, Sri Lanka          | 13 tháng 12 năm 1908 | 20 tháng 12 năm 1908 | 3.448 hải lý (6.386 km)       |
| Suez, Ai Cập                | 3 tháng 1 năm 1909   | 4–6 tháng 1 năm 1909 | 2.443 hải lý (4.524 km)       |
| Gibraltar                   | 31 tháng 1 năm 1909  | 6 tháng 2 năm 1909   | 3.579 hải lý (6.628 km)       |
| Hampton Roads, Virginia     | 22 tháng 2 năm 1909  |                      |                               |

### Hành trình vòng quanh thế giới của Hạm đội Great
- Crawford, M. J., The World Cruise of the Great White Fleet: Honoring 100 Years of Global Partnerships and Security. (2008)
- Hart, R. A., The Great White Fleet: Its Voyage Around the World, 1907-1909. (1965)
- Nolte, Carl, "Great White Fleet Visited S.F. 100 Years Ago", San Francisco Chronicle, 6 tháng 5 năm 2008 pg. B3.
- Reckner, J. R., Teddy Roosevelt's Great White Fleet: The World Cruise of the American Battlefleet, 1907 - 1909. (1988)
- Wimmel, K., Theodore Roosevelt and the Great White Fleet: American Sea Power Comes of Age. (1998)

### Chiến tranh Nga-Nhật
- Corbett, Julian, Sir. Maritime Operations in the Russo-Japanese War 1904-1905. (1994). Originally classified Secret/Confidential until the 1950s; published in two volumnes.  ISBN

1557501297
- Pleshakov, Constantine. The Tsar's Last Armada: The Epic Voyage to the Battle of Tsushima. (2002).  ISBN 0-465-05792-6
- Semenov, Vladimir, Capt. The Battle of Tsushima. (1912).  E.P. Dutton & Co.